# Pavel Krotov
Pavel Vadimovič Krotov (in russo Павел Вадимович Кротов?; Jaroslavl', 24 aprile 1992 – 25 marzo 2023) è stato uno sciatore freestyle russo, specialista dei salti.

## Biografia
Krotov ha debuttato in Coppa del Mondo il 16 gennaio 2011 a Mont Gabriel, in Canada. Il mese successivo ha disputato pure i suoi primi Campionati mondiali a Deer Valley terminando 18º nei salti. Sempre a Mont Gabriel, nel gennaio 2012 ha vinto la sua prima gara di Coppa del Mondo ottenendo il primo posto.
Ha partecipato alle Olimpiadi di Soči 2014 classificandosi decimo nei salti, e l'anno seguente è giunto 19º ai Mondiali di Kreischberg. Alla sua seconda esperienza olimpica, ai Giochi di Pyeongchang 2018, è rimasto ai piedi del podio ottenendo il quarto posto nei salti; non è riuscito a guadagnare alcuna medaglia nemmeno ai Mondiali di Park City 2019, concludendo ancora una volta al quarto posto.
È morto il 25 marzo 2023 all'età di 30 anni a causa di un'emorragia intracerebrale.

## Palmarès

### Mondiali
- 1 medaglia:
  - 1 oro (salti a squadre miste a Almaty 2021)
  - 1 bronzo (salti a Almaty 2021)

### Coppa del Mondo
- Miglior piazzamento in classifica generale: 12º nel 2020.
- Miglior piazzamento nella Coppa del Mondo di salti: 2º nel 2020.
- 6 podi:
  - 2 vittorie
  - 4 secondi posti

#### Coppa del Mondo - vittorie
| Data             | Luogo        | Paese  | Disciplina |
| ---------------- | ------------ | ------ | ---------- |
| 15 gennaio 2012  | Mont Gabriel | Canada | AE         |
| 15 febbraio 2020 | Mosca        | Russia | AE         |

Legenda:

AE = salti